# Pós-colonialismo
Pós-colonialismo (também referenciado como teoria pós-colonial ou estudos pós-coloniais) é um conjunto de teorias que analisa os efeitos políticos, filosóficos, artísticos e literários deixados pelo colonialismo tanto nos países colonizados quanto nos colonizadores, ainda que suas obras fundadoras dediquem maior atenção às sequelas herdadas pelos primeiros.
Como teoria literária (ou abordagem crítica), lida com a literatura produzida em países que outrora foram colônias de outros países, especialmente das potências coloniais europeias Grã-Bretanha, França e Espanha; em alguns contextos, inclui países ainda em situação colonial. Também lida com a literatura escrita em países coloniais e por seus cidadãos, que possuam integrantes das colônias como tema. Nativos das colônias, principalmente do Império Britânico, frequentaram universidades britânicas; seu acesso à educação, ainda indisponível nas colônias, criou uma nova forma de crítica, particularmente literária, e especialmente em romances. A teoria pós-colonial tornou-se parte dos recursos do críticos nos anos 1970; o livro Orientalism de Edward Said é tido como a obra fundadora.
Diferentemente do que corriqueiramente se possa supor, o pós-colonialismo não é sinônimo de decolonialidade. Apesar de reunirem elementos de crítica similares, as metodologias pós-coloniais apresentam-se mais diversificadas (incluindo forte influência do pós-estruturalismo), enquanto que a decolonialidade tem base estruturalista. Ademais, o pós-colonialismo se apoia em autores com certa experiência europeia, sobretudo anglo-saxônica e francesa, enquanto que a decolonialidade é sustentada, principalmente, por autores latino-americanos. Todavia, há quem considere a decolonialidade como uma teoria pós-colonial. 

## Obras essenciais em pós-colonialismo
Um número expressivo de autores pós-coloniais nascidos em países coloniais tiveram como experiência de vida a chance de viver na Europa e nos Estados Unidos. Essa possibilidade os colocou em uma posição privilegiada para analisar os efeitos da colonialidade, tanto para a colônia quanto para a metrópole.
Destacam-se como obras importantes do pós-colonialismo:
- Aimé Césaire: Discourse on Colonialism (1950)
- Frantz Fanon: Black Skin, White Masks (1952)
- Albert Memmi: The Colonizer and the Colonized (1957)
- Frantz Fanon: The Wretched of the Earth (1961)
- Kwame Nkrumah: Consciencism (1970)
- Edward Said: Orientalism (1978)
- Gayatri Spivak: Can the Subaltern Speak? (1985)
- Homi Bhabha: The location of culture (1994)

## Outras obras importantes
- Ashis Nandy. The Intimate Enemy: Loss and Recovery of Self Under Colonialism. (1983)
- Ashis Nandy. Traditions, Tyranny, and Utopias: Essays in the Politics of Awareness (1987).
- Benita Parry: Delusions and Discoveries (1983)
- Hamid Dabashi, "Iran: A People Interrupted" (2007)
- Edward W. Said, Culture and Imperialism (1993)
- Valentin Mudimbe, The Invention of Africa (1988)
- Paulin J. Hountondji, African Philosopy: Myth & Reality (1983)
- Ngugi Wa Thiong'o, Decolonising the Mind: The Politics of Language in African Literature (1986)
- Bill Ashcroft The Empire Writes Back: Theory and Practice in Post-Colonial Literature (1990)
- Robert J.C. Young Postcolonialism: An Historical Introduction (2001)
- Trinh T. Minh-ha, "Infinite Layers/Third World?" (1989)
- Chandra Talpade Mohanty, "Under Western Eyes" (1986)
- Uma Narayan, Dislocating Cultures (1997) e Contesting Cultures"(1997)
- Leela Gandhi Postcolonial Theory: A Critical Introduction. Columbia University Press:1998 ISBN 0-231-11273-4.
- Anne McClintock, "The angel of progress: pitfalls of the term 'postcolonialism'" Colonial Discourse/Postcolonial Theory, editado por M. Baker, P. Hulme e M. Iverson (1994)
- Bartholomew Dean and Jerome Levi eds., At the Risk of Being Heard: Indigenous Rights, Identity, and Postcolonial States (2003) University of Michigan Press. ISBN 0-472-06736-2
- Achille Mbembe, "On the postcolony", editado pelos The Regentes da University of California (2000)
- Declan Kiberd, "Inventing Ireland" (1995)
- Ernesto "Che" Guevara: Colonialism is Doomed
- Prem Poddar e David Johnson, A Historical Companion of Postcolonial Thought (2005)
- Almeida, Miguel V. (2000) - Um Mar da Cor da Terra. "Raça", Cultura e Política da Identidade - Oeiras: Celta.
- Talal Asad. Anthropology and the Colonial Encounter.